# Agrotis grancanariae
Agrotis grancanariae là một loài bướm đêm trong họ Noctuidae.